# Aeroporto Internacional de Hong Kong
O Aeroporto Internacional de Hong Kong (IATA: HKG, ICAO: VHHH) é o principal aeroporto de Hong Kong, construído em terras recuperadas na ilha de Chek Lap Kok, Hong Kong. O aeroporto também é conhecido como Aeroporto Internacional Chek Lap Kok ou Aeroporto Chek Lap Kok, para distingui-lo de seu antecessor, o antigo Aeroporto Internacional Kai Tak.
Em operação comercial desde 1998, o Aeroporto Internacional de Hong Kong é um dos maiores centros de transbordo, hubs de passageiros e gateways para destinos em Hong Kong, Grande China, Ásia e no mundo. O aeroporto é o gateway de carga mais movimentado do mundo e um dos aeroportos de passageiros mais movimentados do mundo. É também o lar de um dos maiores edifícios de terminais de passageiros do mundo (o maior quando inaugurado em 1998).
O aeroporto é operado pela Autoridade Aeroportuária 24 horas por dia e é o principal hub da Cathay Pacific (transportadora de bandeira de Hong Kong), Greater Bay Airlines, Hong Kong Airlines, HK Express e Air Hong Kong (transportadora de carga). O aeroporto é um dos hubs da aliança Oneworld e também um dos hubs de carga da Ásia-Pacífico para a UPS Airlines. É uma cidade foco para muitas companhias aéreas, incluindo China Airlines e China Eastern Airlines. Singapore Airlines e a Ethiopian Airlines utiliza Hong Kong como ponto de escala para seus voos.
A HKIA é um importante contribuinte para a economia de Hong Kong, com aproximadamente 65 000 funcionários. Mais de 100 companhias aéreas operam voos do aeroporto para mais de 180 cidades em todo o mundo. Em 2015, HKIA movimentou 68,5 milhões de passageiros, tornando-se o 8º aeroporto mais movimentado do mundo em tráfego de passageiros e o 4º aeroporto mais movimentado do mundo em tráfego internacional de passageiros. Desde 2010, também ultrapassou o Aeroporto Internacional de Memphis para se tornar o aeroporto mais movimentado do mundo por tráfego de carga.
O aeroporto é gerido e operado pela Airport Authority Hong Kong (AA), que foi criada em 1 de Dezembro de 1995.